# Be Somebody
Pour plus de détails, voir Fiche technique et Distribution.
Be Somebody est une comédie dramatique américaine coproduite et réalisée par Joshua Caldwell, sortie en 2016.

## Synopsis
Jordan Jaye est très célèbre et très beau, mais veut quelquefois une vie normale. Emily est une lycéenne réservée qui est très douée en street art. Une simple rencontre va chambouler leur monde, ils vont apprendre à se connaître mais aussi à s'apprécier.

## Distribution
- Matthew Espinosa : Jordan Jaye
- Sarah Jeffery : Emily Lowe
- Allison Paige : Jessica
- Tava Smiley : Mme Jaye
- Caitlin Keats : Karen Lowe
- LaMonica Garrett : Richard Lowe

## Fiche technique
- Titre original et français : Be Somebody
- Réalisation : Joshua Caldwell
- Scénario : Lamar Damon
- Musique : Bowie Dinkel et Kelvin Pimont
- Direction artistique : Candi Guterres
- Décors : Anthony Stabley
- Costumes : Angela Solouki
- Photographie : Eve Cohen
- Montage : Will Torbett
- Production : Gary Binkow et Amee Dolleman

Production déléguée : Joshua Caldwell, Jeffrey Levin, Carrie Morrow et Andrew Reyes
- Société de production : Studio71
- Société de distribution : Paramount Pictures
- Pays d’origine :   États-Unis
- Langue originale : anglais
- Format : couleur - 35 mm - 1,85:1 - son Dolby numérique
- Genre : comédie dramatique
- Durée : 88 minutes
- Dates de sortie :
  - États-Unis : 10 juin 2016
  - France : 3 juin 2017[1]

## Accueil

### Sorties
Be Somebody sort le 10 juin 2016 aux États-Unis et le 3 juin 2017 en France.

### Critiques
Aux États-Unis, le film reçoit de mauvais critiques. Sur l'agrégateur Rotten Tomatoes, il enregistre 47% d'opinions très moyennes pour 232 critiques.
En France, les critiques sont également moyennement positives. Sur le site Allociné, le film décroche une moyenne de 3,5 sur 5.